# 新納粹主義

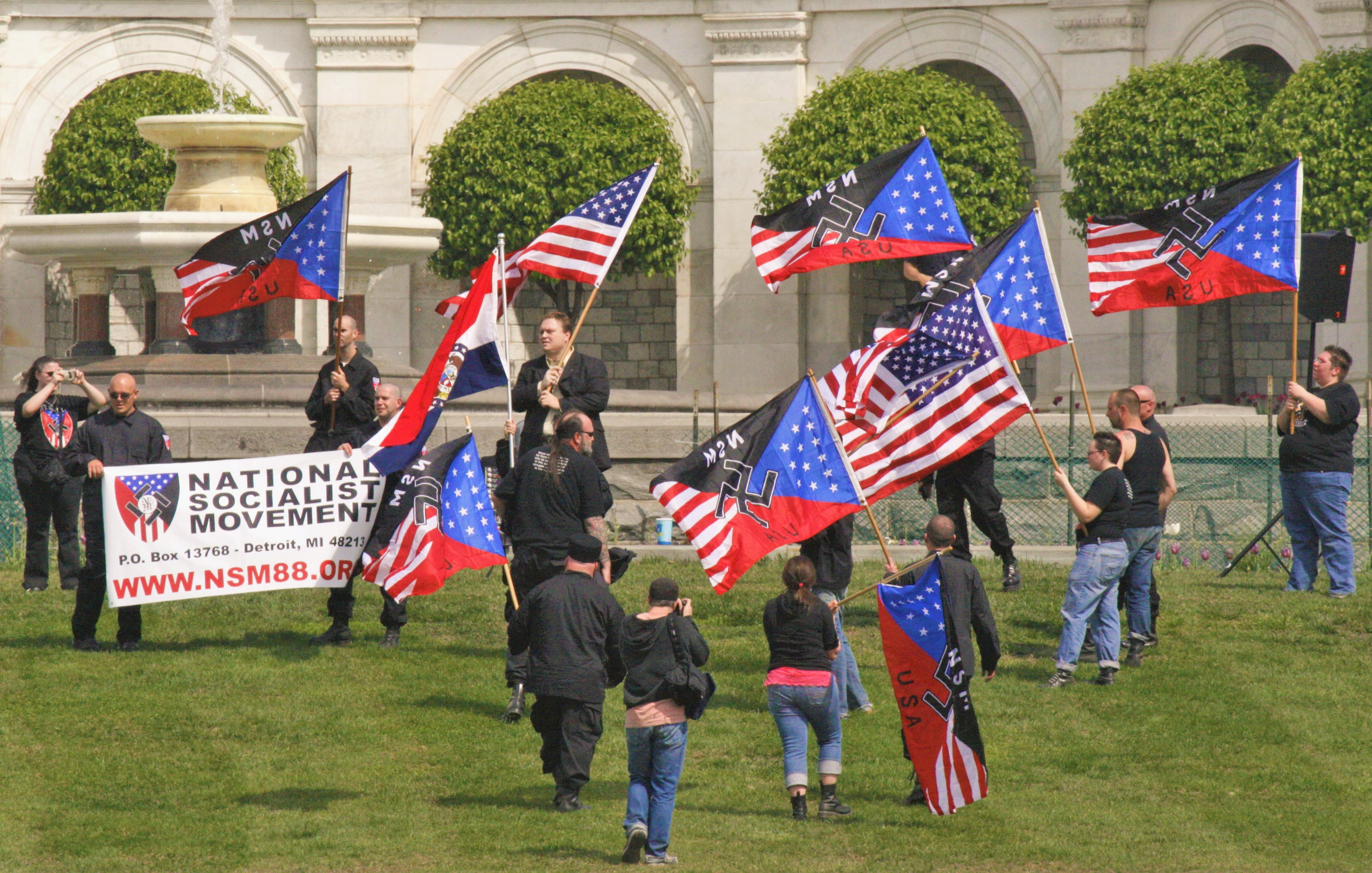
2008年美国华盛顿特区國會大廈西草坪上的国家社会主义运动 (美国)集会

新納粹主義（英語：Neo-Nazism）是指第二次世界大战后寻求复兴和恢复纳粹主义意识形态的军事、社会和政治运动。新纳粹试图运用他们的意识形态来促进仇恨和白人優越主義，攻击少数种族和民族（这其中包括反犹太主义和伊斯兰恐惧症），在某些情况下还试图建立一个法西斯国家。
新纳粹主义是一种全球级现象，且已传播至互联网中。新纳粹主义时常借鉴纳粹主义学说的元素，这其中包括反犹太主义、极端民族主义、种族主义、仇外、健全霸权主义、恐同、反罗姆主义、反共主義，以及创立“第四帝國”。纳粹大屠杀否认论在新纳粹圈子里十分常见。
新纳粹经常展示纳粹标志，并对阿道夫·希特勒和其他纳粹领导人表示敬佩。在一些欧洲和拉丁美洲国家，法律禁止表达亲纳粹、种族主义、反犹太主义或仇视同性恋的观点。在欧洲国家（特别是德国），许多与纳粹有关的标志被禁止，以遏制新纳粹主义。

## 定义
新纳粹主义本意指代第二次世界大战寻求复兴和恢复纳粹主义意识形态的激进军事、社会和政治运动。
在现实中，“新纳粹主义”一词也会被用于指代包含纳粹元素的意识形态或政治运动，如极端民族主义、反共主義、种族主义、健全霸权主义、反罗姆主义、反犹太主义、创立“第四帝國”、纳粹大屠杀否认论、展示纳粹主义符号，或对阿道夫·希特勒和其他纳粹领导人表示敬佩的政治运动。
新纳粹主义一般被认为是一种极右翼或右翼极端主义思想。

## 各地相關的政黨或民間組織
新納粹主義組織鬆散，宣稱以新納粹主義為宗旨的團體分佈世界各地，並且形式各異，沒有一個統一的管理層。很多新納粹主義團體是獨立不結盟的，各團體之間互不聯系也互不從屬。

#### 德国

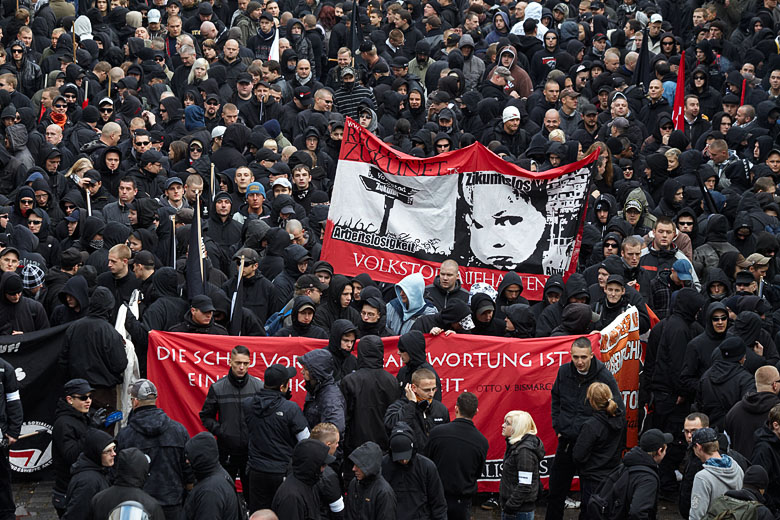
2009年10月莱比锡的新纳粹集会

德國對納粹的「卐」字標誌严格限制，仅限于作为教育或历史范畴的使用。由於現今德國法律已明文禁止有關納粹的崇拜，因此有關納粹的物品多是來自美國、荷兰和东歐國家，且多為非法製造。現時有關新納粹組織的網站多使用美國、加拿大的主機託管服務，同時使用其他符號來表示其理念，如黑太陽、黑星等。
二戰結束後，盟軍和當時的東西德政府聯手發起去納粹化，以阻止新納粹的出現。隨著納粹政權倒台，歐洲在1960年代以前並沒有明顯的新納粹活動。
1990年兩德統一后，新納粹組織出現了更多的追隨者，以東德青年為主。東德人經歷經濟倒退，成了「失業大軍」；他們敵視外國移民，認為移民搶走了他們的工作機會，亦认为前西德输入外勞作为「同化」他們融合如前西德的多元文化主义，反對多元文化，並曾發動多起暴力事件攻擊外國人，特別是来自土耳其的穆斯林移民。
虽然之后德国可能仍存在有新纳粹倾向的政党（例如德國國家民主黨、德國另類選擇），但受到严重打压，德国议会曾经于2005年试图通过判定新纳粹政党的特殊法例以方便取缔。通常每年在纳粹德国投降日（5月8日）的夜晚，德国首都柏林街头也会发生一些小规模的新纳粹主义分子与警察之间的冲突。現時歐洲各國，例如瑞士、奧地利、希臘、克羅地亞、烏克蘭、俄羅斯等，都有新納粹的活動及構想，例如重建第四帝國（德語：Das Vierte Reich），第四帝國是指新納粹分子幻想中復興第三帝國（納粹德國）的未來國家，這個詞最早出現於1960年代，是用以諷刺與納粹有過聯繫的西德總理庫爾特·喬治·基辛格的政府。對新納粹分子而言，想像中的「第四帝國」將恢復第三帝國的許多政策：亞利安人種至上主義、反猶太主義、「生存空間」、軍國主義、極權主義等。
另外企圖於2022發動政變的帝國公民也具備著強烈的新納粹主義色彩，且該組織的支持者由新納粹主義和君主制支持者組成，該組織企圖重建德意志帝國。

#### 匈牙利

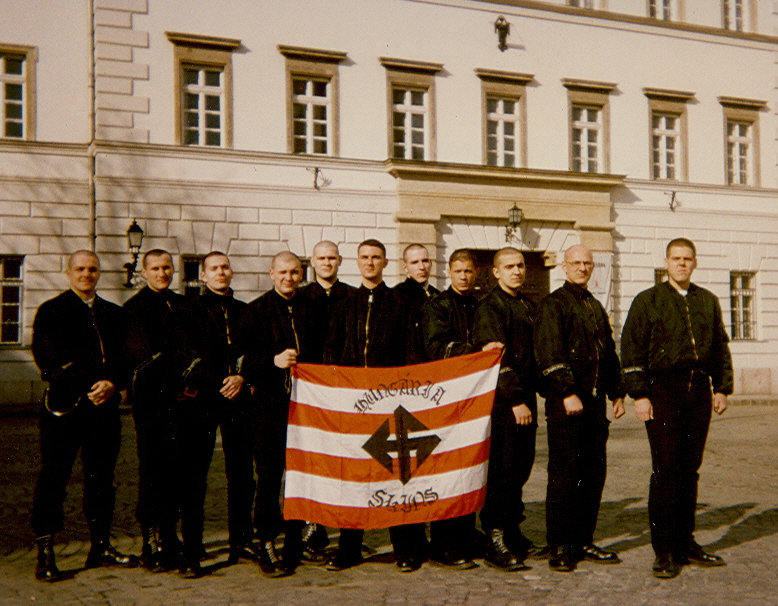
1997年，携带一面黑十字旗的匈牙利光头党

「更好的匈牙利運動」是匈牙利的民族主義政黨。該政黨被學者、媒體和政治對手稱為新法西斯、反猶太主義、反羅姆人和恐同政黨。該黨自稱為「有原則、保守的和徹底愛國的基督教政黨」，其根本目的是保護「匈牙利價值與利益」。2009年歐洲議會選舉，該黨的口號「匈牙利屬於匈牙利人」（Magyarország a Magyaroké!）被匈牙利國家選舉委員會在選舉前夕裁定違憲。
該黨的反猶太立場一直受社會關注。2012年春，該黨議員Zsolt Baráth在國會內公開悼念1882年的反猶太活動，引起了社會的極大爭議。
在歐洲議會與國民議會席次，該黨為匈牙利第三大黨。

#### 西班牙
西班牙的極右派政黨國家聯盟具有種族主義，反對非洲移民以及具有強烈的反猶主義。而在2014年6月，一名白人新納粹主義者在巴塞隆納的地鐵上當眾對坐在座椅上的男子暴力相向，被人拍攝上傳網路引發爭議，而該嫌犯在社交網絡上使用了納粹黨符號，並提出了對“猶太人，吉普賽人，共產主義者，同性戀者，移民和非裔”的暴力行為，同時促進了雅利安人的優越性。最後嫌犯被逮捕並判三年有期監禁。

#### 瑞士
瑞士在20世紀末到21世紀初有一些新納粹的運動，這反映了極右派政黨瑞士國家主義黨所影響，使白人優越主義得到鼓吹。

#### 希腊
希臘國內的極右政黨金色黎明黨被形容指具有新纳粹主义与法西斯主义色彩，並同時擁有種族主義和仇外傾向，金色黎明黨自稱為國家主義和種族主義政黨，並拒绝承认其為新纳粹組織。金色黎明党成员被指与一系列针对非洲以及穆斯林非法移民的暴力活动有密切联系，該黨國會議員Eleni Zaroulia更曾在國會上以「次等人」形容希臘境內移民，引起爭議。
金色黎明黨在2012年的6月國會選舉中，得票率高達6.92%，取得議會中的18席。金色黎明黨在2015年希腊大选中，為第三大黨。

#### 蒙古

蒙古白色納粹十字旗

蒙古国的極端民族主義團體「白色卐字」組織约有数千名成员。組織宣称保卫蒙古免受外国矿业利益集團的侵害，並會定期在街上巡邏和到饭店、餐厅檢查。

#### 中華民國
國家社會主義學會是東吳大學政治系畢業生许娜绮於2006年創建的國家社會主義組織，奉行「國家社會主義至上」理念，並聲稱致力於取得政權，引起美聯社、路透社和德國明鏡等世界知名周刊的注意，而西蒙·維森塔爾中心也在2007年3月13日譴責此團體，但此團體宣稱「我們想研究希特勒好的觀點，不要研究他的屠殺。」
2025年4月15日，罷免民主進步黨籍立法委員李坤城領銜人、中國國民黨成員宋建樑因涉嫌偽造連署書遭到調查，宋建樑在被移送新北地檢署複訊時佩戴納粹臂章、攜帶希特勒著作《我的奮鬥》，並在媒體鏡頭前比出納粹禮手勢。

#### 瑞典
20世紀初，瑞典的納粹主義和德國一樣歷史悠久，從運動的形成至今，已經有數百個黨派團體存在。和德國一樣，瑞典的納粹主義也是反猶主義，1945年五月，該國就有一些人否認猶太人大屠殺，而在1956年，瑞典成立了北歐帝國黨，在20世紀80年代，瑞典白人優越主義運動達到高潮，特別是光頭黨運動。

#### 俄罗斯

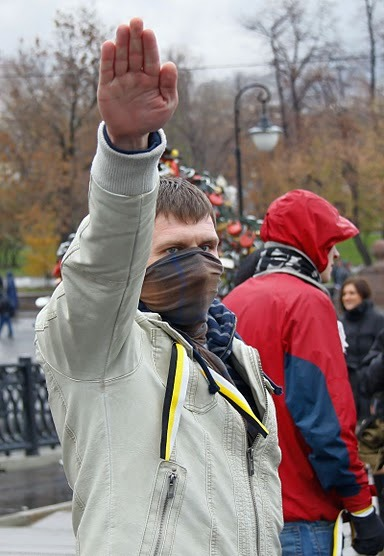
一名俄罗斯新纳粹，摄于2010年10月莫斯科的一场反同性恋示威

俄罗斯的新纳粹主要源自苏联解体后的1990年代。他们行纳粹礼，并高喊口号。这些新纳粹成立的组织有十多个，其中规模较大的有“人民民族党”、“俄罗斯民族统一党”、“俄罗斯目标”等。到21世纪近几年，他们的组织发展得十分庞大，不仅仅只有年轻人，许多中年、老年人也加入到新纳粹的行列。他们宣扬种族主义，并强烈反对俄罗斯的外族移民以及移民政策，许多少数民族代言人被杀。
新纳粹在俄罗斯俗称为“光头党”，因为他们的标志是光头、纳粹紋身、纳粹礼和迷彩裤等。“光头党”主要活动在莫斯科、圣彼得堡、沃罗涅日和海参威等地，统一的偶像是希特勒，主要的集会日是每年4月的最后一周（希特勒生日）。这些组织总体上来说比较分散，部分组织的总部设在沃罗涅日，但都有两个共同特点：
1. 仇视一切非俄罗斯人（尤其是亚洲人、黑人及國內信奉伊斯蘭教源於中亞、北高加索的少數民族）。
2. 崇尚暴力，甚至支持种族屠杀和种族清洗。

光头党认为外族人“侵占”了俄罗斯的城市，强占俄罗斯人的生存空间。“光头党”提倡以暴力对待外族人。

#### 加拿大
加拿大的新納粹主義萌芽於1965年加拿大納粹黨的創立。20世紀70年代至80年代，新納粹主義繼續在該國傳播，唐·安德魯斯於1977年成立了加拿大國民黨。黨的目標是“促進和維護加拿大的歐洲文化”，且以反猶太主義和種族主義而聞名，沃夫甘等知名新納粹領導人皆來自該黨，可是許多人退黨並加入「遺產陣線」（Heritage Front），遺產陣線是道洛奇在多倫多建立，當時白人至上主义運動的領導人“對激進的權利狀態不滿意”，並希望將無組織的白人至上主義者團結起來，成為具有共同目標的有影響力和有效率的群體。

#### 南非
南非的阿非利卡人抵抗運動被学者与媒体形容為具有新纳粹主义与法西斯主义色彩，主張白人至上及法西斯主義，該組織宗旨為在南非部分地區建立一個獨立的布爾人-阿非利卡人共和國。

#### 乌克兰
「乌克兰国民议会－乌克兰人民自卫队」、全烏克蘭聯盟「自由」、「烏克蘭愛國者」等，以及一些激進的極端主義團體，例如「邊界右區組織」、「新納粹主義團體」、「班德拉份子」等。
根據右區第二領導人塔拉森科對媒體採訪時候的表示，右區組織由之前的幾個極端民族主義組織合併組成，包括：
- 斯捷潘·班德拉三叉戟（烏克蘭的國徽是三叉戟）（Тризуб им. Степана Бандеры），領導人為德米特裡·雅羅什[27]
- 乌克兰国民议会－乌克兰人民自卫队
- 乌克兰爱国者
- 白色鐵鎚（белый Молот）[26]

《基辅独立报》发表Illia Ponomarenko的言论承认乌克兰士兵中存在使用了关于纳粹主义标志的士兵，对这一行为进行了谴责，但坚称他们受乌克兰的控制，他还表示西方国家和俄罗斯拥有更大的纳粹主义倾向团体。

## 各地監管情形

### 捷克
捷克共和國政府嚴格懲罰新納粹主義 。根據捷克共和國內政部的一份報告，新納粹在2013年犯下了211起罪行。捷克共和國擁有150多個新納粹團體。其中之一是位於德國的Wotan Jugend集團。

### 荷蘭
根據反叛反協調會的報告，在2011年5月17日，荷蘭格羅寧跟省雷克市的猶太學校發現了反猶太人塗鴉。塗鴉包括一個十字星和文字“C18(一個活躍在整個歐洲的新納粹組織)”。數字18代指阿道夫·希特勒(A和H分別是第一個和第八個英文字母)。

### 英國
組織團體參見英國極右派，英國種族主義，英國法西斯政黨名單。2016年6月16日狙擊英國女議員喬·考克斯的凶嫌梅爾（Thomas Mair）也是白人優越主義者，與極右派組織關係極深，還向美國新納粹組織訂購爆裂物及手槍的製作教學手冊，而某個新納粹團體在社交媒體上張貼照片表示支持其行為，「國家行動」在約克郡的分部約有100名法西斯主義成員，他們在網路上鼓吹恐怖行動。他們煽動謀殺猶太人的想法，以及用納粹黨在猶太人大屠殺期間描述猶太人的貶義詞，之後該團體被英國國會取締，這是英國頭一遭有極右派組織因非法而被政府取締。

### 美国
二战結束后，纳粹主义及三K党运动受到重创。美国不承认纳粹主义者在本国的政治权利，不准其举行游行或集会，对其运动都采取镇压政策。
1970年代，美国对纳粹主义者的政治权利限制有所松动，部分议员更提出“纳粹主义者也应该享有基本政治权利，不该限制其人权”的观点。
1990年代，苏联解体后，新纳粹势力和共产主义流派“当代马克思主义者”都被允许在美国国内举行游行集会，他们的政治权利得到保障。
自911事件以來新納粹運動逐漸復甦，而2015年起川普在總統競選時期的偏頗言論也讓這些分子支持川普，2016年11月19日，另类右派在华盛顿特区的一次集会中行纳粹礼祝贺川普当选，斯宾塞在会上说出：“川普万岁，我们的民族万岁，胜利万岁”。但川普随后对其提出谴责，表示和这一派别没有关联，不愿鼓励其行为，其团队也声明“谴责种族主义”。新闻评论杂志《国家评论》认为另类右派思想在川普胜选之后得到进一步推广，甚至可能从边缘日趋主流。但新闻杂志网站《连线》对另类右派前景并不看好，认为历史上极端思想的兴衰十分常见，另类右派思想和其他极端思想一样，也会很快衰落。

### 以色列
2007年9月，以色列警方宣布破獲該國第一個新納粹組織，逮捕八名青年，查扣希特勒肖像、納粹制服、刀、槍械、炸藥等，並指控這些人宣揚希特勒思想及任意攻擊猶太人。這八名青年的年齡在16歲到21歲之間，都是來自前蘇聯的新移民，他們自己並不認同是猶太人，但是因為他們的祖父母為猶太人才獲准移居以色列。這八名青年涉嫌在2006年惡意破壞猶太教會所，在猶太教會所用噴漆塗上納粹「卐」字標誌，並且多次毆打猶太教徒、亞洲勞工、同性戀者與吸食毒品者。9月10日，這八名青年被起訴。

### 烏克蘭
2015年，乌克兰通过了一项法律，谴责曾經統治過烏克蘭的納粹德國、蘇聯政权，并禁止烏克蘭國內的個人和組織替納粹、共產主義以及納粹德國和蘇聯宣传。違反者會被處以最高5年的監禁。屢犯者最高刑期升至10年。